# Маковська Галина Миколаївна
Галина Миколаївна Мако́вська (нар. 6 березня 1915, Київ — пом. 2 вересня 1992, Київ) — українська радянська художниця театру, графік; член Спілки радянських художників України з 1962 року.

## Біографія
Народилася 21 лютого [6 березня] 1915 року в місті Києві (нині Україна). 1930 року закінчила Київську худоньо-індустріальну профшколу, де навчалася у Костянтина Єлеви, Василя Кричевського, Гаврила Пустовійта, Карпа Трохименка.
Працювала на Київському кераміко-художньому заводі, де займалася розписом на фарфорі, одночасно працювала над оформленням театральних вистав. 1934 року закінчила факультет кераміки Московського інституту силікатів і будівельних матеріалів. Відтоді у Ташкенті: у 1934—1935 роках — художник-постановник театру імені Максима Горького; у 1935—1936 роках — театру опери та балету; одночасно у 1934—1936 роках викладала у художньому технікумі.
У 1936—1937 роках — художник-постановник Київського театру опери та балету; у 1937—1938 роках — Тираспольського театру молодіжної драми. Протягом 1939—1941 років працювала художником Київського експериментального керамічного заводу. Співпрацювала з видавництвами. У 1942—1945 роках перебувала на примусових роботах у Німеччині.
У 1946—1947 роках — художник-постановник театру драми міста Молотовська. 26 липня 1947 року заарештована за антирадянську пропаганду, 9 вересня того ж року засуджена до 10-ти років ув'язнення із позбавленням прав на п'ять років. Звільнена у 1955 році (реабілітована 1992 року).
У 1955—1956 роках — художник-постановник Архангельського великого драматичного театру; у 1956—1958 роках — Омського театру музичної комедії; у 1958—1959 роках — театру юного глядача в Алма-Аті; у 1959—1960 роках — Ташкентського театру імені Максима Горького.
Пізніше жила в Києві, в будинку на Русанівській набережній, № 8/1, квартира № 50. Померла в Києві 2 вересня 1992 року.

## Творчість
Працювала в галузі театрально-декораційного мистецтва, станкової та книжково! графіки (робила ілюстрації, створювала плакати, афіші).
театрально-декораційне мистецтво
- оформила вистави
  - «Івасик-Телесик» (1937, Київський театр юного глядача);
  - «Снігова королева» за Євгеном Шварцом (1957, Омський театр юного глядача);
- оформила балети
  - «Дон Кіхот» Людвіга Мінкуса (1930-ті; Узбецький театр опери і балету імені Алішера Навої);
  - «Лебедине озеро» Петра Чайковського (1930-ті; Узбецький театр опери і балету імені Алішера Навої);
  - «Золотий ключик» Бориса Зейдмана (1961; Узбецький театр опери і балету імені Алішера Навої);
  - «Жовтнева легенда» Павла Вірського (1967, Державний ансамбль танцю УРСР).

ілюстрації до книг
- «Казки народів Банту» (1958, Москва);
- «Байки минулих часів» (1961, Ташкент);
- «Білоруські казки» (1963, Ташкент);
- «Казки та легенди» С. Сєверцова (1966, Ташкент);
- «Казка про Правдосвіта» Людмили Бердник (1967, Київ);
- «Блакитні вівці» Євгена Гуцала (1973, Москва).

станкова графіка
- «Дівчина» (1947);
- «Снігуронька» (1950);
- «Весна» (1961);
- «Весна. Гурзуф» (1963);
- «Похмурий день» (1963);
- «Стара Риґа. Вулиця» (1969);
- «Вітер» (1969);

цикли
- «Російські казки» (1943—1945);
- «Тисяча і одна ніч» (1947—1960);
- «Узбецький епос. Алпамиш» (1966);
- «За мотивами творів Федора Достоєвського» (1970—1975);
- «Пори року» (1971);
- «Сказання про Київ» (1976, видано 1982 у Києві як комплект листівок);
- «Слово о полку Ігоревім» (1986, видано 1986 і 1988 у Києві як комплекти листівок).

Авторка серії декоративних керамічних тарелей «Тарас Бульба» (1939–1941).
Брала участь у республіканських виставках з 1961 року, всесоюзних — з 1965 року. Персональні виставки відбулися у Ташкенті у 1965 році, Києві у 1976, 1985 роках.
Деякі роботи зберігаються у Державному музеї мистецтв Узбекистану.